# Too Close
Too Close ist ein Lied des britischen Singer-Songwriters Alex Clare aus dem Jahr 2011.

## Entstehung und Veröffentlichung
Das Lied wurde vom Interpreten selbst, zusammen mit dem schottischen Musiker Jim Duguid, geschrieben beziehungsweise komponiert. Für die Produktion zeichneten Wesley Pentz (Diplo) und Dave Taylor (Switch) verantwortlich.
Die Erstveröffentlichung von Too Close erfolgte als Musikvideo am 15. März 2011. Einen Monat später, am 15. April 2011, erschien das Lied erstmals als digitale Single. Am 8. Juli 2011 erschien das Lied als Teil von Clares Debütalbum The Lateness of the Hour. Im Folgejahr, dem 4. Mai 2012, erschien nachträglich eine CD-Maxi-Single.

## Musikvideo
Das 4:18 Minuten lange Musikvideo wurde erstmals am 15. März 2011 auf YouTube veröffentlicht. Es zeigt abwechselnd Clare singend und zwei Schwertkämpfer in Kendō-Rüstung, welche miteinander kämpfen, gezeigt.

## Kommerzieller Erfolg

### Chartplatzierungen
| ChartsChartplatzierungen       | Höchstplatzierung | Wochen |
| ------------------------------ | ----------------- | ------ |
| Deutschland (GfK)              | 1 (42 Wo.)        | 42     |
| Österreich (Ö3)                | 5 (33 Wo.)        | 33     |
| Schweiz (IFPI)                 | 12 (39 Wo.)       | 39     |
| Vereinigte Staaten (Billboard) | 7 (44 Wo.)        | 44     |
| Vereinigtes Königreich (OCC)   | 4 (36 Wo.)        | 36     |

| ChartsJahrescharts (2012)      | Platzierung |
| ------------------------------ | ----------- |
| Deutschland (GfK)              | 11          |
| Österreich (Ö3)                | 18          |
| Schweiz (IFPI)                 | 31          |
| Vereinigte Staaten (Billboard) | 30          |
| Vereinigtes Königreich (OCC)   | 18          |

### Auszeichnungen für Musikverkäufe
| Land/Region                  | Auszeichnungen für Musikverkäufe (Land/Region, Auszeichnung, Verkäufe) | Verkäufe  |
| ---------------------------- | ---------------------------------------------------------------------- | --------- |
| Brasilien (PMB)              | Gold                                                                   | 30.000    |
| Deutschland (BVMI)           | 3× Gold                                                                | 450.000   |
| Österreich (IFPI)            | Gold                                                                   | 15.000    |
| Schweiz (IFPI)               | Platin                                                                 | 30.000    |
| Vereinigte Staaten (RIAA)    | 2× Platin                                                              | 2.000.000 |
| Vereinigtes Königreich (BPI) | Platin                                                                 | 600.000   |
| Insgesamt                    | 3× Gold · 5× Platin ·                                                  | 3.125.000 |